# Los Lobos
Los Lobos (ісп. «вовки») — американо-мексиканський гурт, утворений в східному Лос-Анджелесі в 1973 році. Los Lobos виконують суміш іспано-латиноамериканської народної музики з сучасним роком і блюзом.

## Історія
Гурт заснували Сезар Росас (гітари, вокал), Девід Ідальго (вокал, гітари, акордеон, скрипка, банджо, клавішні), Конрад Лосано (бас-гітара) і Луї Перес (вокал, ударні, гітара). Всі вони — латиноамериканці, нащадки вихідців з Мексики, яких в США називають «чиканос» (chicanos). Майже за 30-річну історію гурту, їх склад практично не змінювався, лише в 1981 р. додався Стів Берлін (саксофони, флейта, клавішні, гармоніка). В останні роки на роль ударника в студії та на концертах стали запрошувати сесійного барабанщика Кугара Естраду.
Перший альбом Los Lobos, «Si Se Puede!», Вийшов в 1976 році та продавався для цілей благодійності. Всі кошти були перераховані до профспілки фермерів Америки (UFWA). Гурт помітив великий лейбл Warner Music, і 1984 року їх альбом How Will the Wolf Survive? був розпроданий тиражем і потрапив в чарт Billboard. Журнал Rolling Stone включив його у свій топ 500 найкращих альбомів усіх часів. Los Lobos провели спільний тур з Бобом Діланом.
У 1987 році Los Lobos записали саундтрек до фільму «Ла Бамба», що розповідає про життя відомого музиканта Річі Валенса. Для фільму вони записали кілька пісень Валенса, в тому числі знамениту La Bamba, яка з того часу стала їх постійним концертним хітом.
Los Lobos тричі отримували Греммі: в 1983, 1989 і 1995 як кращий латиноамериканський гурт. Останню нагороду вони отримали за саундтрек до фільму «Відчайдушний» («Desperado»), для якого записали з Антоніо Бандерасом пісню El Mariachi.
У 1996 році Los Lobos розлучилися з Warner Music і кілька років не могли знайти можливості видаватися. В цей час гурт практично не вів активної діяльності, учасники займалися сольними проєктами. Проте 1999 року вони уклали контракт з Hollywood Records, а у 2002 перейшли на Mammoth Records.

## Склад
- Девід Ідальго — вокал, гітари, акордеон, скрипка, банджо, клавішні
- Сезар Росас — гітари, вокал
- Луї Перес — вокал, ударні, гітара
- Конрад Лосано — бас-гітара
- Стів Берлін — саксофони, флейта, клавішні, гармоніка
- Кугар Естрада — ударні

## Дискографія
- Si Se Puede !, 1976
- Just Another Band From East L.A. (Los Lobos Del Este De Los Angeles), 1978
- … And a Time to Dance, 1983
- How Will the Wolf Survive ?, тисяча дев'ятсот вісімдесят чотири
- By the Light of the Moon, 1987
- La Pistola y El Corazón, 1988
- The Neighborhood, 1990.
- Kiko, 1992
- Music for Papa's Dream, 1995
- Colossal Head, 1996.
- This Time, 1999.
- Good Morning Aztlán, 2002
- The Ride, 2004
- Ride This — The Covers EP, 2004
- Live at the Fillmore, 2005
- Acoustic En Vivo, 2005
- The Town and the City, 2006
- Los Lobos Goes Disney 2009
- Tin Can Trust 2010